# Tito Matamala
Tito Matamala Aburto (Puerto Montt, 1963) es un escritor, dibujante y periodista chileno.

## Biografía
Hijo de un empleado de IANSA, vivió en diferentes ciudades antes de ingresar de asentarse en Concepción: nació en Puerto Montt, residió en Llanquihue hasta los cinco años, en La Unión hasta los diez y en Curicó —ciudad donde se quedaron definitivamente su madre y sus hermanas— hasta los 17.
En la adolescencia, en 1976, su padre se fue de casa: «Yo tenía 13 años. Un día se me acercó en el patio y me dijo que se iba. "Me voy", dijo, y me dio la mano», recordaría en una entrevista del 2000. Nunca más lo vio, hasta siete años después, cuando, estudiante, vivía en el Hogar Univeritario, lo llamaron por teléfono: una amigo de su padre, desde Brasil, le comunicó que había muerto de un derrame cerebral. «Lo de mi papá fue un viaje al infinito, y también una ausencia eterna. Me marcó para toda la vida. Porque yo siempre en un sentido fui fiel reflejo de mi padre: igual de independiente, no pescando a nadie, haciendo mis cosas».

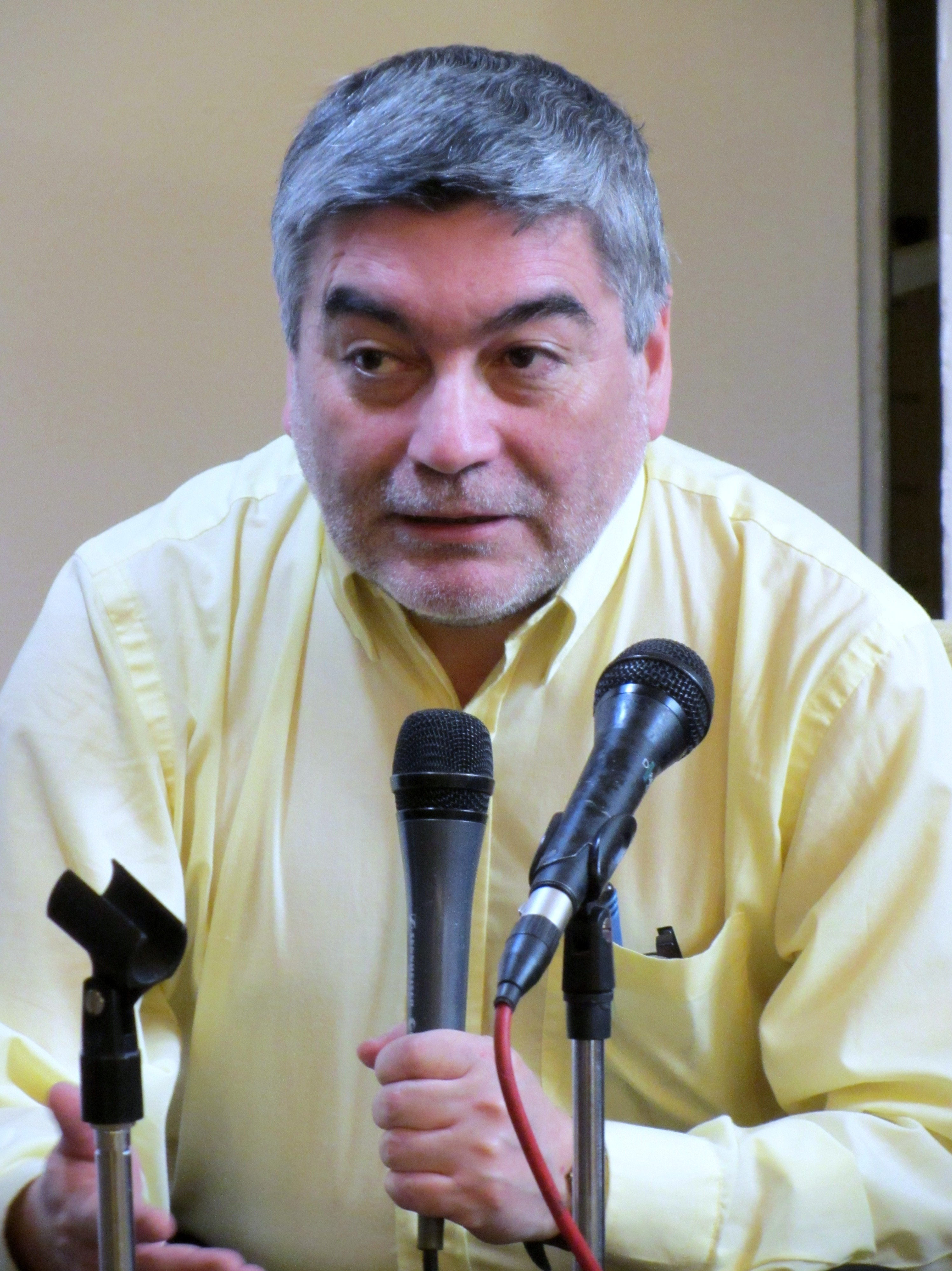

En 1982, gracias a una beca, ingresó en la Universidad de Concepción a estudiar ingeniería, carrera que no terminó: después de terminar el tercer año se salió a estudiar ingeniería comprendió que no le gustaba esa profesión¬- y comenzó a hacer fotografía. En 1990 entró a Periodismo (se tituló cinco años más tarde; más tarde, en 2004, sacaría una maestría en Literatura Hispánica).
Editor literario y columnista del diario El Sur, ha colaborado también con otros medios como Crónica, Hora 12 o La Tercera, y asimismo con el canal universitario TVU. Ha sido profesor de Redacción Creativa y Grandes Obras de la Literatura en la Universidad del Desarrollo y enseña periodismo en su alma mater.
Ha escrito novelas, cuentos y ensayos; ha hecho también de antologador, por ejemplo, en el libro Porotos granados (2008), en el que reunió relatos breves de 33 chilenos. Como dibujante ha ilustrado algunos libros propios y realizado caricaturas, por ejemplo, de autos, de los que es fanático (colecciona modelos de coches, y también de aviones).
En mayo de 2017 un grupo de alumnas de Periodismo de la Facultad de Ciencias Sociales de la Universidad de Concepción denunció "acoso" y conductas misóginas por parte de varios profesores, entre los que figuraba Matamala. El 13 de junio del año siguiente, terminada la investigación interna, la citada casa de estudios decidió desvincularlo. Matamala interpuso una demanda por despido injustificado contra la Universidad de Concepción, en la que exigía una indemnización. En agosto de 2019 la jueza Valeria Zúñiga, del Juzgado del Trabajo, falló que, "al no haber sido acreditados los hechos de acoso sexual que se imputaron a Matamala, por su empleador para invocar la desvinculación, “solo puede concluirse y declararse que este despido fue indebido“" y dictaminó pagarle al escritor 2.2 millones de pesos por el despido sin aviso previo, 24 millones por años de servicio y 20 millones por concepto de multa.

## El escritor
Matamala debutó en la literatura con un modesto librito de 46 páginas que reunía algunos cuentos suyos. Corría el año 1993, todavía era estudiante de periodismo y los relatos se los publicó la Universidad de Concepción.
Dos años más tarde, tuvo su minuto de fama a nivel nacional con su primera novela, Hoy recuerdo la tarde en que vendí mi alma al diablo (era miércoles y llovía elefantes), que ganó el concurso de la Revista de Libros de El Mercurio pero que no se convirtió en bestseller. Así recordaba el hecho Matamala en 2011: «Estaba convencido de que el premio de El Mercurio iba a cambiarme la vida, y así fue, aunque de manera más paulatina. Ahora, a la distancia, se puede apreciar la inflexión en mi destino. No tuve mucha suerte con los primeros libros, no fui un éxito en ventas ni un escritor de culto, pero jamás dejé de perseverar. De ahí en adelante prácticamente todo lo que he conseguido en la vida está relacionado con mis libros, y con el momento en que, esperanzado, envié las copias de mi novela a Santiago bajo el seudónimo de Juan Bastías».

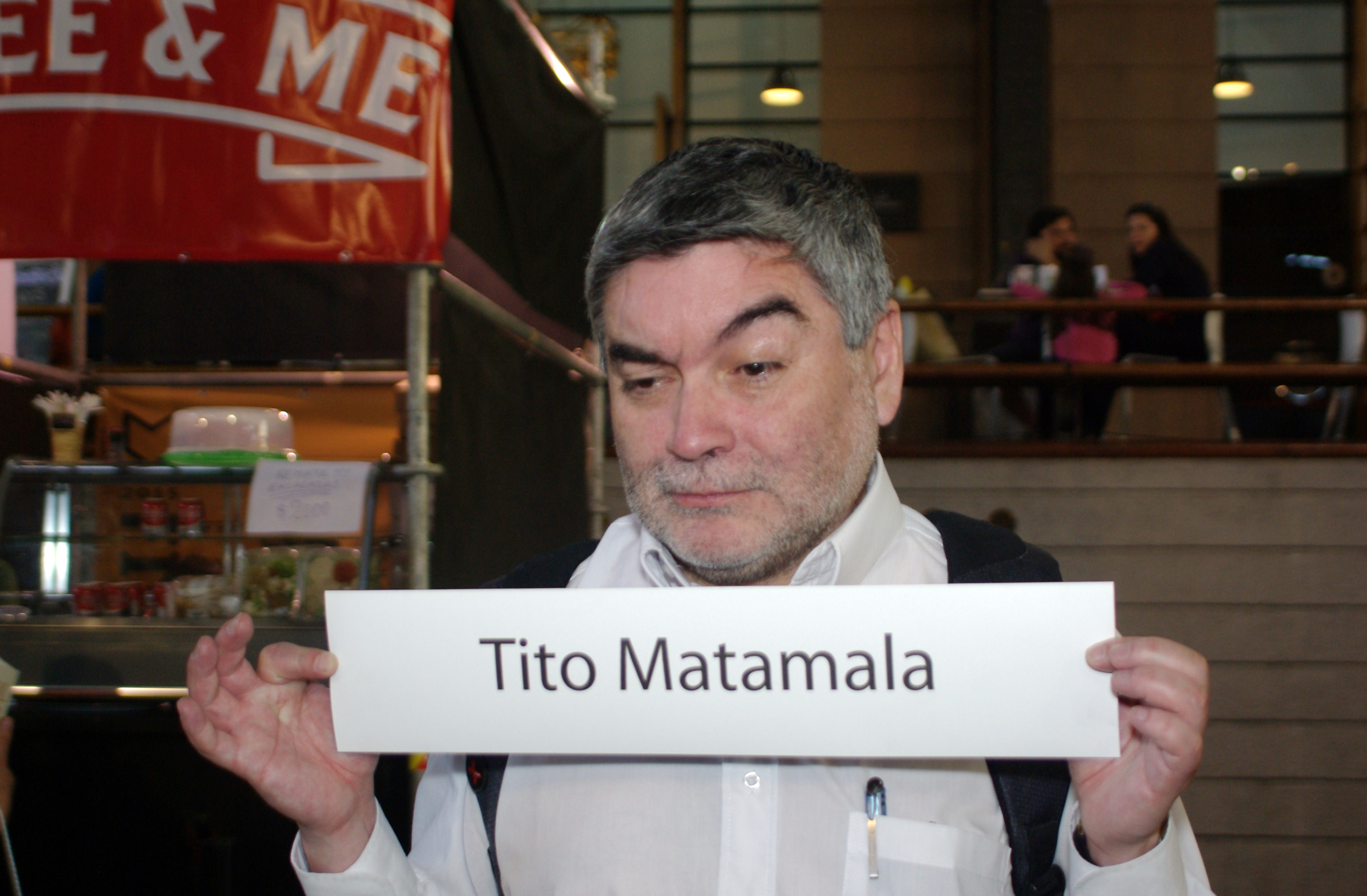

Desde entonces ha seguido escribiendo novela y cuento, como asimismo libros de no ficción, ensayos y crónicas. Y ha logrado ser superventas con sus libros de la serie de los bebedores, cuya idea la enunció en la citada primera novela. Allí el narrador dice: «Fue en el Vittorio donde con Claudio Solo proyectamos escribir el Manual del buen bebedor, a fin de que la experiencia acumulada se conserve para futuras generaciones de borrachos».
En 2010 debutó en la literatura infantil, con un libro que ilustró él mismo titulado La gran breve guía de los animales salvajes, que, para sorpresa del autor, ha tenido gran éxito.

## Obra
- Yo la amaba, pero eso no era lo más ridículo, cuentos; colección Tinta en la sangre, Ediciones Universidad de Concepción, 1993
- Hoy recuerdo la tarde en que vendí mi alma al diablo (era miércoles y llovía elefantes), novela breve, Mondadori, 1995
- De cómo llegué a trabajar para Carlos Cardoen, novela, Mondadori, 1996
- Manual del buen bebedor, ensayo Planeta, 1999
- Calumnias y otras infamias, recopilación de artículos publicados en el diario El Sur, Fantasma editores, 2001
- Historias del bar La Trivia, cuentos, Dolmen, 2002
- Nuevo manual del buen bebedor, ensayo, Dolmen, 2002
- Dos novelas breves, Cuarto propio, 2003. Incluye:
  - la reedición de Hoy recuerdo la tarde en que vendí mi alma al diablo (era miércoles y llovía elefantes) y El ministro del Interior es plastimodelista[11]
- Diccionario del buen bebedor, ensayo, Planeta, 2005
- Pubis y otras obsesiones, cuentos, Catalonia, 2006
- El corazón cuántico de Jorge Luis Borges, ensayo, Universidad de Concepción, 2006
- El gran libro del bebedor chileno, Catalonia, 2007
- Bitácora Literaria 2010, Cadaqués edición, 2009
- El jugador de Trivia, novela, Catalonia, 2009
- La gran breve guia de los animales salvajes, literatura infantil, con ilustraciones del autor; Ediciones B, 2010
- La noche de los muertos vivientes, crónicas, Lolita editores, Santiago, 2011[12]
- El último manual de los bebedores, ensayo, Lolita editores, Santiago, 2012
- Chile bicicleta. Una crónica de pedales y nostalgia, crónicas, Aguilar, Santiago, 2013
- Chile garabato. Una historia contemporánea de las malas palabras, crónicas, Aguilar, Santiago, 2014
- Chile retrete. Una historia del aseo corporal para leer en el baño, crónicas, Ediciones B, 2015
- La beca Pinochet, crónicas, Ediciones B, 2016

## Premios
- Premio Revista de Libros 1995 de El Mercurio por Hoy recuerdo la tarde en que vendí mi alma al diablo (era miércoles y llovía elefantes)[13]